# Thyreogonia
Thyreogonia is een geslacht van kevers uit de familie bladsprietkevers (Scarabaeidae). Het geslacht werd voor het eerst wetenschappelijk beschreven in 1898 door Edmund Reitter.

## Soorten
- Thyreogonia costata (Lucas, 1858)